# Uí Ímair
Gli Uí Ímair ("Discendenti di Ímar/Ívar" in lingua irlandese) o Imaridi/Ivaridi, furono una dinastia norrena che regnò sulle terre bagnate dal Mare d'Irlanda (Regno di Dublino, Regno dell'isola di Man e Dalriada, Regno di Northumbria) tra il IX e l'XI secolo.
Fondatore della dinastia fu il vichingo Ímar/Ivar, figlio di Gofraid/Goffridh/Gothfraid/Guðrøðr re di Lochlann, attivo nella seconda metà del IX secolo e quindi contemporaneo di quel semi-leggendario Ívarr Ragnarsson che, a capo della c.d. Grande armata danese, invase l'Anglia Orientale (865) e conquistò York (866) fondando il Regno di Jórvík. In ragione del fatto che il capostipite degli Uí Ímair venne ricordato alla sua morte (873) dagli Annali dell'Ulster come «Imhar, rex Nordmannorum totius Hibernie & Brittanie, uitam finiuit» (it. "Ímar, re dei norreni di tutta Irlanda e Gran Bretagna") e che i suoi discendenti regnarono su York, taluni storici ritengono che Ímar Gofraidson e Ívarr Ragnarsson siano la stessa persona. Per talaltri, invece, non sussistono dubbi sul fatto che si tratti di due distinti condottieri omonimi e contemporanei.
Dal centro di potere di York, gli Uí Ímair, forti degli introiti loro garantiti dal controllo sul locale commercio degli schiavi, organizzarono diverse spedizioni attraverso il Mare d'Irlanda, fondando numerosi avamposti militarmente solidi ed aggressivi in Irlanda (Dublino, Limerick, Waterford) e sottomettendo sia la Scozia insulare (v. Regno dell'isola di Man) sia parte di quella continentale. Scacciati da York nel X secolo, gli Imaridi si spostarono nei loro possedimenti irlandesi ed insulari, originando varie dinastie di sovrani vichingo-gaelici le cui gesta sono ricordate a tinte fosche nel Cogad Gáedel re Gallaib nel quale vengono presentati quali maggiori antagonisti dei popoli liberi d'Irlanda.
Famosi e potenti quanto l'altra grande dinastia vichinga loro contemporanea dei Rjurikidi, gli Uí Ímair non furono però in grado di creare una solida compagine statale dai loro possedimenti. Si trattò infatti quasi sempre di "Re del mare" membri di una medesima dinastia ma privi di un progetto unitario imperiale, in taluni casi in conflitto gli uni contro gli altri. In ragione di questa frammentazione, il loro dominio, in ultima analisi, non fu nemmeno capace di connaturarsi come un impero fattuale come invece fu, nel XI secolo per l'Impero del Mare del Nord di Canuto il Grande.

## Contesto

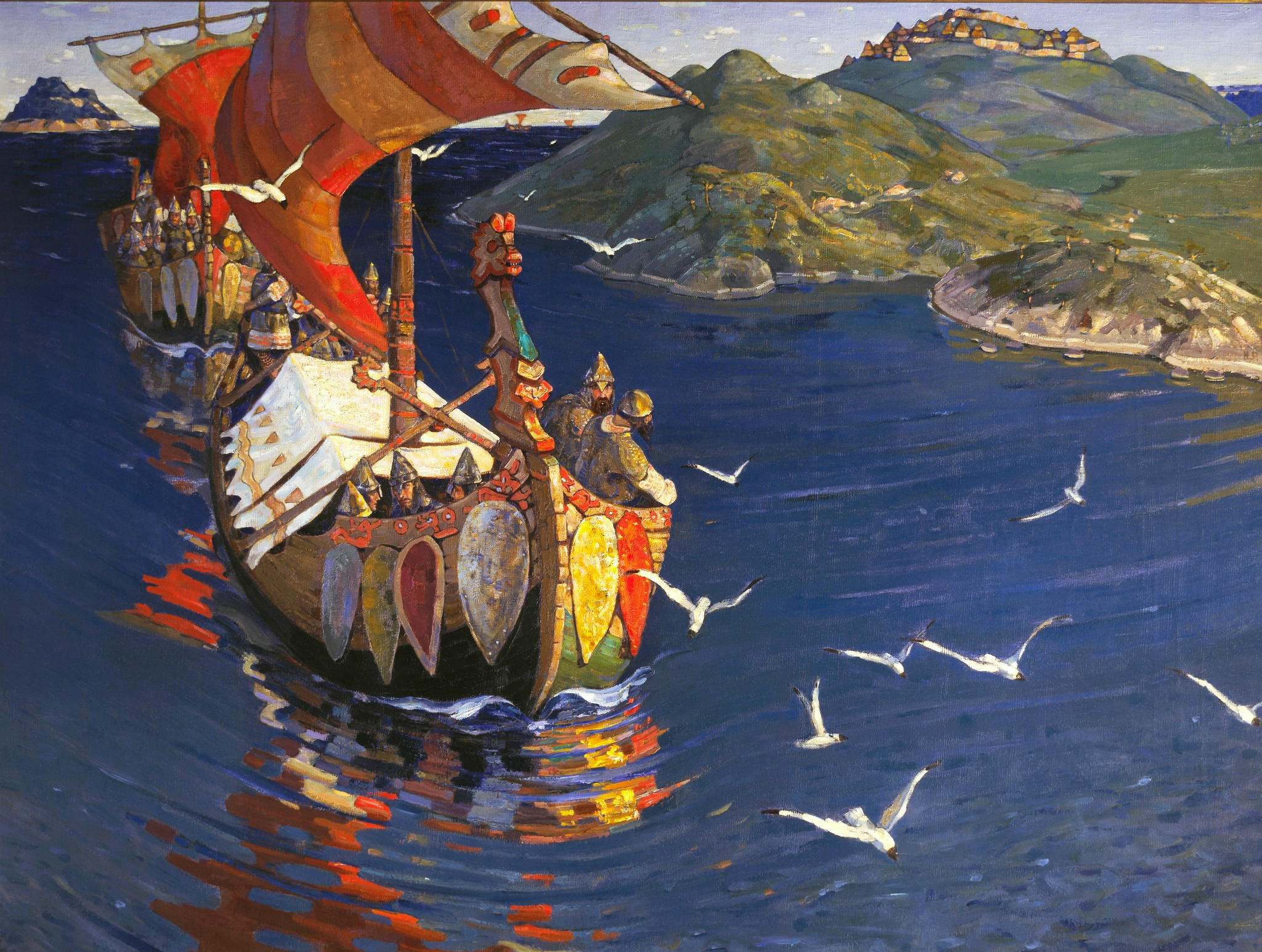
Ospiti d'oltremare, quadro di Nikolaj Konstantinovič Roerich, 1901.

Vichinghi di probabile origine norvegese iniziarono a saccheggiare l'Irlanda partendo da basi sulla costa di Scozia (Lochlann nelle fonti irlandesi - v.si seguito), prendendone solitamente di mira i ricchi monasteri lungo la costa occidentale, dal 795, anno della prima incursione documentata nell'isola di Lambay, al largo di Dublino. Le parti settentrionali ed orientali dell'isola furono le più colpite. Nei primi 40 anni, i raid furono condotti da piccoli gruppi mobili di vichinghi. A partire dal 830 i gruppi si trasformarono in grandi flotte di navi e dal 840 i norreni iniziarono a stabilirsi permanentemente sulla costa. Dublino fu l'insediamento più importante, nel lungo termine.
Nel 832 una flotta vichinga di circa 120 navi guidata dal semi-leggendario jarl Turgesius invase i vari regni sulle coste irlandesi settentrionale ed orientale. Alcuni credono che l'incremento di invasori fosse dovuto al desiderio dei capi scandinavi di controllare i vantaggiosi raid sulle coste irlandesi. Poco dopo, infatti, i raid iniziarono a spingersi nell'entroterra dell'isola, seguendo i corsi d'acqua navigabili che furono risaliti per quanto possibile. Dopo l'840 i vichinghi avevano basi situati in tutti i punti strategici dell'Irlanda, di solito in corrispondenza degli estuari di fiumi, dove trascorrevano i mesi invernali. Il saccheggio e incendio di molti monasteri pose fine a quella che era stata l'epoca d'oro del cristianesimo in Irlanda ed a questo periodo risalgono le peculiari Round Towers iberniche, edifici circolari di cui ancora sono oggetto di dibattito lo scopo e l'uso ma che avrebbero potuto fungere appunto da riparo per monaci e parroci (ed i loro tesori) all'arrivo dei predoni dal mare.

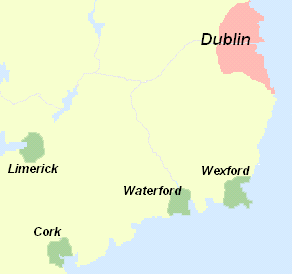
Mappa degli insediamenti vichinghi in Irlanda.

Nel 838 una piccola flotta vichinga entrò nel fiume Liffey in Irlanda orientale, probabilmente guidata dal capo Saxolb (Soxulfr), ucciso poco dopo, sempre nello stesso anno. L'insediamento standard dei vichinghi era il longphort e proprio dal longphort nel Liffey originò Dublino. Dopo questa interazione, gli irlandesi ebbero contatti con i vichinghi per circa 40 anni. I vichinghi crearono insediamenti anche a Cork, Limerick, Waterford e Wexford. Letteratura, oggetti d'artigianato e stile decorativi di Irlanda e Inghilterra riflettono la cultura scandinava. I vichinghi commerciarono coi mercati irlandesi di Dublino. Gli scavi archeologici hanno portato alla luce importanti reperti provenienti da Inghilterra, Bisanzio, Persia ed Asia centrale. Dublino divenne così affollata nel XI secolo che le case furono costruite anche all'esterno delle mura. Gli irlandesi assorbirono la cultura vichinga, adattandosi alla loro presenza. In alcuni casi divennero alleati, praticando molti matrimoni interrazziali.
Nel 845, Turgesius venne eliminato dal Re supremo d'Irlanda, Máel Sechnaill mac Máele Ruanaid (†862) degli Uí Néill Meridionali. S'avviò allora una contesa tra i vichinghi: nuovi equipaggi e condottieri, giunti dalla Danimarca, ingaggiarono una pluriennale contesa con i norvegesi per il controllo dell'isola. Gli Annali della "Verde Isola" chiamano le due fazioni norrene "Finngaill" (danesi) e "Dubgaill" (norvegesi). La contesa venne risolta quando Amlaíb Conung, presunto figlio di Gofraid di Lochlann (figura chiave della Scozia scandinava ed uno dei primi Re delle isole), forse congiunto di Turgesius, arrivò in Irlanda nel 853 sottomettendo a sé tutti i norreni.
I vichinghi furono cacciati dall'Irlanda per breve tempo attorno al 900 ma tornarono a Waterford nel 914 per fondare quella che sarebbe diventata la prima città irlandese. Tutti gli altri longphort furono presto riconquistati e trasformati in città.
Dall'amalgama tra i norreni e la popolazione locale era nel frattempo originate, in Irlanda tanto quanto in Scozia, una nuova etnia mista chiamata Gall-Gaedhil in Irlanda e Gall-Gaels in Scozia, oggi nota come vichingo-gaelici.

## Il dibattito sulla nazionalità
La definitiva identificazione del capostipite degli Uí Ímair, Ímar, con Ívarr Ragnarsson è principalmente un problema di nazionalità. Sono infatti gli storici scandinavi a perorare la causa di Ragnarsson, laddove invece gli storici irlandesi sono giunti a ritenere che Ímar/Ivar figlio del sopracitato Gofraid/Goffridh/Gothfraid/Guðrøðr di Lochlann fosse un vichingo originario delle coste scozzesi e non giunto direttamente dalla Scandinavia.
La corrente storiografica irlandese di Donnchadh Ó Corráin (1942-2017) pone la discussione sul significato del termine irlandese "Lochlann/Laithlinn": il vocabolo infatti indica solo a partire dal XII secolo la Norvegia, da quando cioè Magnus III di Norvegia inaugurò la propria spedizione ad ovest, ma, in epoca precedente e certo fino alla battaglia di Clontarf del 1014, si riferiva alle terre norrene e vichingo-gaeliche delle isole Ebridi e dell'isola di Man, le isole settentrionali (Orcadi e Shetland) e parte della terraferma scozzese, cioè i siti da cui partirono le prime scorrerie vichinghe-norvegesi dirette in Irlanda. Le prove a supporto del passaggio in Irlanda di esponenti della casa reale danese cui Ragnarsson apparteneva sono, secondo Ó Corráin, inconsistenti ed è debole l'identificazione del fratello di Ímar/Ivar, Amlaíb Conung, con Olaf il Bianco degli Ynglingar. Ímar e Amlaíb sarebbero stati membri di una dinastia norrena originaria della Scozia.
I norvegesi Kim Hjardar (storico) e Vegard Vike (archeologo) sostengono invece la corrente scandinava. Ímar e Amlaíb, in realtà non fratelli carnali ma "fratelli d'armi", sarebbero da identificare con Ívarr Ragnarsson e Olaf il Bianco, messisi a capo di una spedizione vichinga giunta in Irlanda per trasformare gli insediamenti sparsi dei norreni in un vasto dominio.

## Storia

### La creazione del dominio irlandese

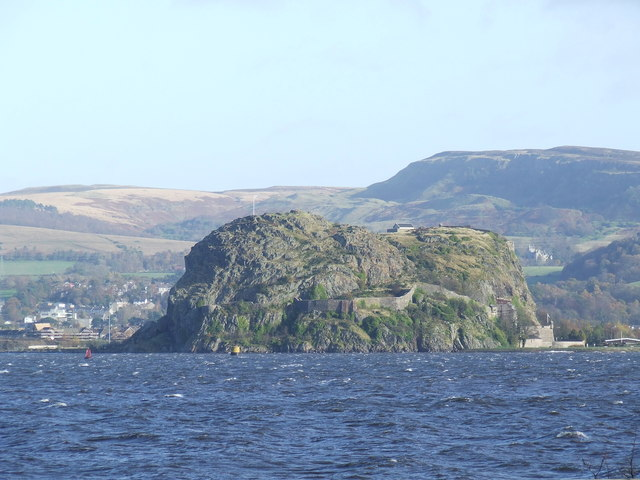
Il Castello di Dumbarton, assediato nel IX secolo da Ímar e Amlaíb.

L'arrivo di Ímar in Irlanda data all'anno 857, quando giunse a Dublino per riscuotervi tributi per conto del fratello Amlaíb. Stando agli Annali, Ímar avrebbe accompagnato Amlaíb durante la sua precedente spedizione ad ovest, salvo poi tornarsene in patria con lui. Di lì a poco, i due fratelli furono coinvolti in un prolungato conflitto con il Re supremo Máel Sechnaill che aveva già eliminato Turgesius. La causa del conflitto è incerta ma potrebbe essere scaturita dalla competizione per il controllo del Munster e delle sue risorse. Ímar si alleò contro Máel Sechnaill prima con Cerball mac Dúnlainge (†888) di Osraige e poi con Áed Findliath, altro Uí Néill rivale di Máel Sechnaill per il titolo di Re Supremo. Morto Máel Sechnaill nell'862, Ímar e i suoi fratelli (ad Ímar e Amlaíb si unì un terzo fratello, Auisle, nell'863), chiamati "Re degli Stranieri" negli Annali, hanno proseguito nella lotta contro i vari piccoli re irlandesi nel tentativo di espandere la loro influenza. Si perdono le sue tracce negli anni dal 864 (la sua ultima apparizione sarebbe al fianco dei fratelli mentre razziano le coste britanniche) al 870 e cioè quando Ívarr Ragnarsson viene menzionato a capo della Grande armata danese attiva in Inghilterra ed Amlaíb Conung è impegnato a combattere i gaeli in Irlanda. Solo nel 870 Ímar ricompare al fianco del fratello Amlaíb all'Assedio del Castello di Dumbarton (Scozia), vittoriosamente terminato in quattro mesi, nel teatro di una guerra portata dai due fratelli al Regno di Strathclyde. Alla morte di Ímar, nel 873, gli Annali lo ricordano quale «Imhar, rex Nordmannorum totius Hibernie & Brittanie, uitam finiuit» (it. "Re dei norreni di tutta Irlanda e Gran Bretagna"). Gli Annali frammentari d'Irlanda riportano che anche il padre di Ímar morì quell'anno e si ritiene che a quel tempo il loro territorio combinato comprendesse Dublino, Man e le Isole Occidentali, le Isole Orcadi e vaste parti della costa scozzese settentrionale e occidentale tra cui Argyll, Caithness e Sutherland.
Il primo successore di Ímar, suo figlio Bard, governò insieme al cugino Oistin mac Amlaíb, figlio di Amlaíb Conung. Proseguì nelle razzie delle terre irlandesi ma pare che avviò anche un processo d'integrazione con gli indigeni: es. tenne presso di sé uno dei figli di Áed Findliath e diede al suo erede un nome gaelico Uathmarán. Dovette poi difendere Dublino dalle mire di Halfdan Ragnarsson, già capo della Grande armata danese e fratello di Ívarr Ragnarsson, che, espulso dalla Northumbria tentò di prendere per sé il Regno di Dublino, ponendosi come liberatore dei Finngaill contro i Dubgaill, una prima volta nell'875 e una seconda, per lui fatale, nel 877 (v.si Battaglia di Strangford Lough). Morto Bard nel 881, gli succedette il fratello Sigfrido che dovette proseguire nella lotta contro i Finngaill, ora guidati da tale Óttar figlio di Iarnkné alleatosi agli Uí Néill. Sigfrido fu assassinato da uno dei suoi huscarl nell'888 ed il potere passò al terzo figlio di Ímar, Sitriuc che cinque anni dopo verrà sfidato per il controllo su Dublino da tale "Jarl Sigfrido" e verrà assassinato insieme a dei congiunti nel 896.

La debolezza degli Uí Ímair, evidentemente distratti da faide e congiure di palazzo, permise la riscossa degli irlandesi. Nel 902, Máel Finnia mac Flannacán, Re di Brega, e Cerball mac Muirecáin, Re del Leinster, conquistarono Dublino: gli Imaridi furono espulsi mentre, stando alle prove archeologiche, ai "comuni" abitanti scandinavi fu permesso di rimanere. Privati del loro regno, gli Uí Ímair (discendenti/nipoti di Imar, sia in linea maschile sia femminile) si divisero in vari gruppi: qualcuno andò verso la Francia, altri verso la Gran Bretagna.

### Re di Dublino e Re di York
Ímar ua Ímair (prob. figlio di Sitriuc) si portò in Scozia ovev morì combattendo Costantino II nel 904 ma i suoi congiunti Ragnall ua Ímair e Sitric Cáech seppero salvare la dinastia dall'oblio: nel 917 tornarono in Irlanda a capo di una grande flotta, razziando e combattendo vittoriosamente contro diversi re gaelici. Sitric riprese per sé Dublino, mentre Ragnall tornò in Scozia a combattere Costantino II riuscendo a farsi Re di Jórvík nel 918. Saldamente sul trono di Dublino dopo la Battaglia di Islandbridge (919), Sitric lo affidò al congiunto Gofraid ua Ímair nel 920, portandosi in Scozia al fianco di Ragnall al quale successe quando questi morì l'anno dopo. Negli anni successivi, Sitric guidò incursioni ai danni degli anglo-sassoni nella Mercia, raggiungendo un accordo di pace con Atelstano d'Inghilterra nel 926 e morendo l'anno dopo. Gofraid lasciò a questo punto Dublino ai propri figli e prese per sé la corona di Sitric ma venne scacciato da Atelstano. Riparò a Dublino, dove i suoi figli e quelli di Sitric, supportati dai vichinghi dello jarl Tomrair mac Ailchi di Limerick, con cui Gofraid si era già infruttuosamente scontrato nel 924, si contendevano il potere nell'ennesima faida interna alla Sippe, costringendolo a dedicare gli ultimi anni della sua vita a consolidarvi il potere. Fu il figlio Amlaíb mac Gofraid a riprendere la lotta con Atelstano ed a riunire le corone di Dublino e York nel 939 ma le lotte tra i suoi successori, il fratello Blákári (†948) ed il cugino Amlaíb Cuarán (926-981), vanificarono una volta ancora la possibilità degli Uí Ímair di creare un vero impero.

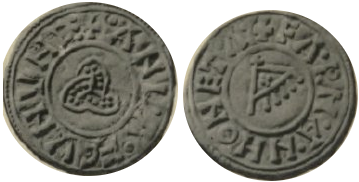
Lo stendardo del corvo impresso su di un penny coniato da Amlaíb Cuarán negli anni 940.

Amlaíb Cuarán fu l'ultimo degli Uí Ímair a giocare un ruolo fondamentale nella politica di Gran Bretagna ed Irlanda. Re di Northumbria per due (forse tre) volte e di Dublino per due, fu un rinomato guerriero e spietato saccheggiatore di chiese ma passò gli ultimi suoi giorni nell'Abbazia di Iona. Contemporaneo a Cuarán fu l'ennesimo Ímar/Ívar che negli anni 960 seppe affermarsi nel Munster dalla base di Limerick, rientrata nella sfera d'influenza della dinastia grazie ad Aralt mac Sitric, figlio di Sitric Cáech, Ivar di Limerick (†977), salvo poi essere eliminato dal Re del Munster Brian Boru.
Per quanto fattuale e molto labile, il dominio degli Imaridi gravitante sul Mar d'Irlanda creò una base di potere economico per la dinastia che le permise di foraggiare le numerose e spesso infruttuose imprese belliche. Oltre ai proventi del saccheggio, gli Uí Ímair erano coinvolti, se non addirittura coordinatori, del locale commercio di schiavi, anche in qualità di schiavisti oltre che di proprietari del porto presso il quale aveva luogo il commercio, e nell'allevamento (ed importazione in Irlanda) di cavalli. Comune, tra le varie schiatte imaridi nel X secolo, pare essere stato il ricorso allo stendardo del corvo: Amlaíb Cuarán lo fece addirittura imprimere sulle monete di suo conio. Etnicamente, gli Uí Ímair erano ormai diventati dei vichingo-gaelici, in ragione dei continui matrimoni con rampolli della nobiltà gaelica di Scozia ed Irlanda.

### Clontarf e successivi sviluppi

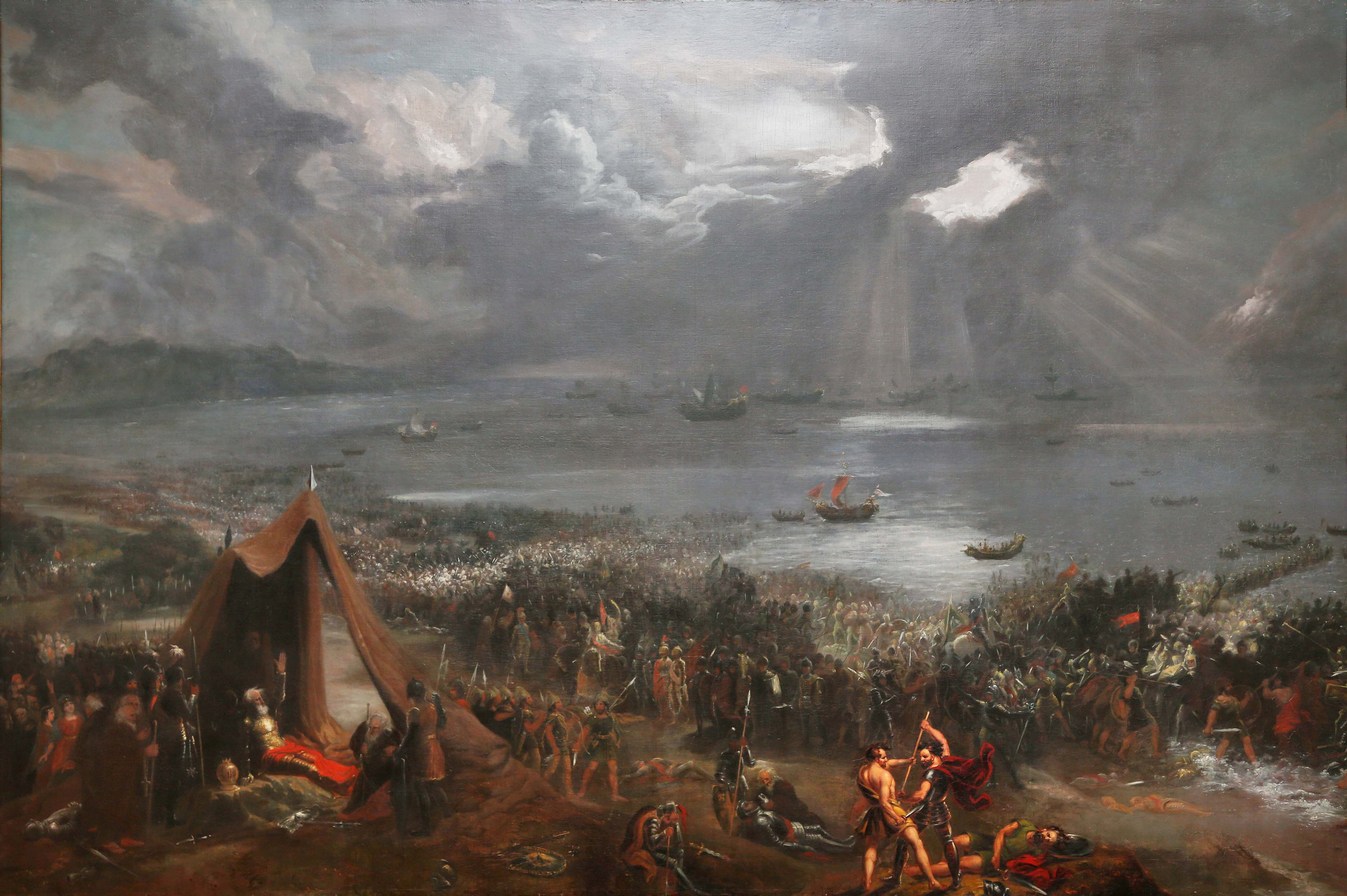
"Battaglia di Clontarf" - olio su tela di Hugh Frazer, 1826.

Il figlio di Cuarán, Sigrtrygg Barba di Seta (970–1042), dovette prima contendere la signoria su Dublino ad Ivar di Waterford, probabilmente suo cugino, e poi fronteggiare il crescente potere di Brian Boru, ormai Re supremo d'Irlanda, marito di secondo letto di sua madre Gormlaith (sorella del re del Leinster Máelmorda mac Murchada) e del quale aveva sposato la figlia per suggellare una debole alleanza. Il primo scontro tra Sigrtrygg e Boru avvenne nella battaglia di Glenmama (999) ed arrise al gaelico. Diversi esponenti della dinastia imaride perirono in questo scontro. Su istigazione di Gormlaith, nel 1013 Máelmorda e Sigtrygg risolsero di riprendere le armi contro Boru, alleandosi con i clan gaelici contrari al Re supremo, con Sigurd il Forte conte delle Orcadi e Brodir dell'isola di Man. Ad entrambi gli jarl venne promesso da Sigtrygg il trono di Brian cosicché sia Sigurd sia Brodir pianificarono di uccidere l'altro dopo la battaglia finale, mentre Sigtrygg si impegnava a costruire delle alleanze che gli avrebbero permesso almeno di mantenere il suo potere su Dublino. Nel 1014, l'esercito di Brian giunse davanti alle mura di Dublino e pose lì l'accampamento ma subì la defezione degli irlandesi di Meath, comandati dall'ex Re supremo Máel Sechnaill mac Domnaill che rifiutò di prendere parte alla battaglia. Lo scontro avvenne a Clontarf, villaggio a un miglio a nord di Dublino, dove i vichinghi erano sbarcati nell'intento di cogliere di sorpresa le truppe di Brian. Nella battaglia di Clontarf, Brian Boru cadde insieme al figlio Murchad mac Briain ed i vichinghi persero una nuova messe di imaridi oltre a Sigurd e Brodir.

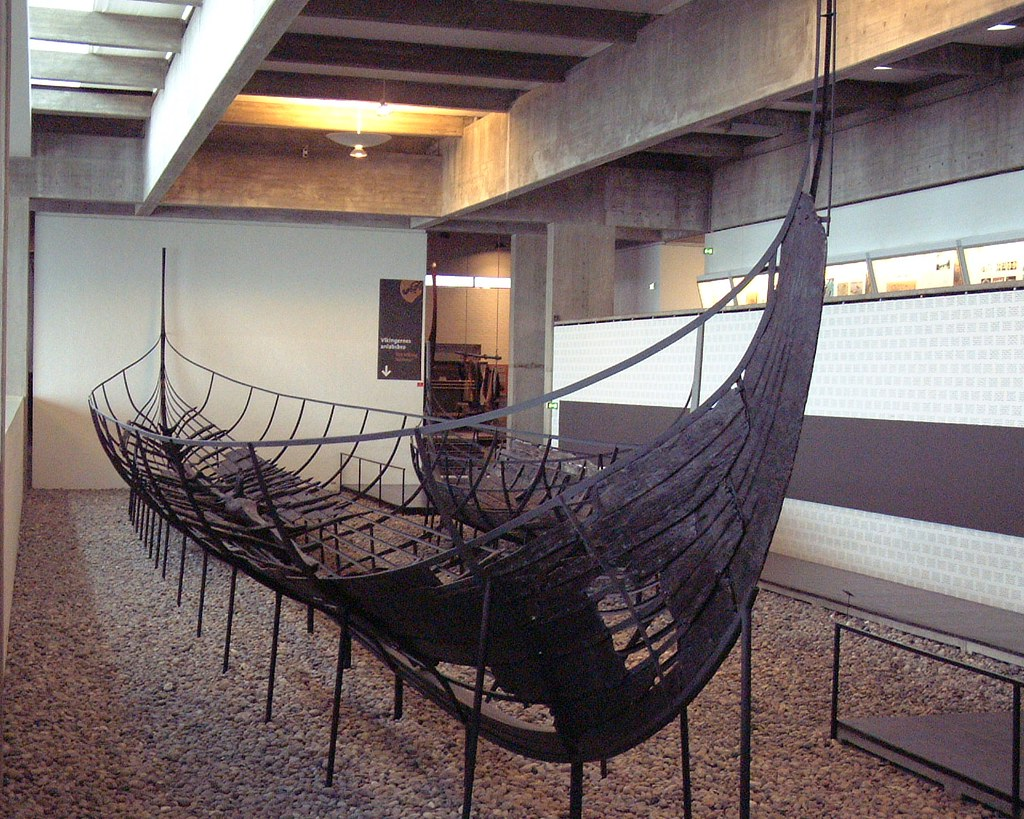
"Skuldelev II", una nave da guerra norrena costruita nei cantieri vichingo-gaelici di Dublino intorno al 1042.

Sigtrygg, pur sconfitto a Clontarf, conservò il trono di Dublino ed emerse vincitore dalla contesa ma sopravvisse a praticamente tutti i suoi eredi maschi, spentisi combattendo contro i gaeli, i loro congiunti o gli anglosassoni: es. il primogientio di Sigtrygg, Olaf, fu ucciso in Inghilterra nel 1034. Così, se nel 1035 Sigtrygg riunì sul suo capo sia la corona di Dublino sia quella di Waterford, avendo eliminato Ragnall ua Ímair, figlio di Ivar di Waterford, l'anno dopo fu sconfitto dal Re delle Isole, Echmarcach mac Ragnaill (†1065), a sua volta possibile figlio o fratello di Ragnall di Waterford, e costretto all'esilio. Un'altra imaride, Cacht ingen Ragnaill, sorella di Echmarcach, reggeva nel frattempo la corona di regina d'Irlanda quale moglie, dal 1032 dell'erede di Brian Boru, Donnchad mac Briain (†1064), suggellando un'alleanza tra il signore dell'Ulster ed il Re delle Isole.

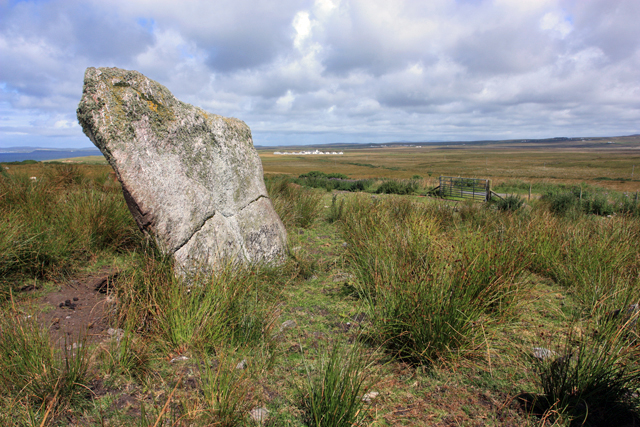
Menhir commemorativo sul leggendario sito di sepoltura di Godred Crovan.

Nel 1052, il Re del Leinster Diarmait mac Máel na mBó, degli Uí Cheinnselaig, rivale di Donnchad, strappò Dublino ad Echmarcach. Da questo momento, le tracce degli Uí Ímair iniziano a perdersi. Dopo la morte di Diarmait mac Maíl na mBó nel 1072, il titolo regale passò a Gofraid mac Amlaíb meic Ragnaill (†1075), già uomo di Echmarcach mac Ragnaill e forse suo congiunto quindi membro della schiatta imaride di Waterford, forse supportato da Toirdhealbhach Ua Briain (nipote di Boru) secondo alcuni studiosi, seppur gli Annali non vi facciano riferimento. Addirittura gli Annali di Inisfallen riportano che «Gofraid nipote di Ragnall, Re di Áth Cliath, fu bandito di là dal mare da Toirdhealbhach Ua Briain e di là dal mare morì, mentre assemblava una grande flotto per [ri]portarsi in Irlanda.» Si tratterebbe dunque di un tentativo fallito di riprendere il controllo del Regno di Dublino a discapito dei Gaeli. Piano che sarebbe stato realizzato di lì a poco da Godred Crovan (†1095).
La figura di Godred Crovan è a questo punto centrale per i successivi sviluppi della schiatta (v.si "Discendenza" nel seguito). Membro degli Uí Ímair in quanto discendente di Amlaíb Cúarán, conquistò il trono di Dublino nel 1091 e se ne servì come caposaldo per ricostruire l'antico dominio sul Mar d'Irlanda ch'era stato dei primi imaridi. Nel 1094 fu cacciato da Dublino dal figlio di Toirdhealbhach, Muircheartach Ua Briain, futuro Re supremo d'Irlanda, e morì l'anno seguente ad Islay «di pestilenza» secondo gli Annali dei quattro maestri.
Il sangue degli Imaridi era però ormai ben annacquato tra le varie stirpi di gaeli. Una figlia di Olaf (nipote di Barba di Seta), tale Ragnhild di Dublino, sposò il principe gallese Cynan ap Iago (1014-1063), pretendente al trono del regno di Gwynedd e gli diede in figlio Gruffydd ap Cynan che regnò sul Gwynedd (1081-1137).

## Tavola genealogica
|                         |                         |                 |                                 |                                 |                           |                              |                                  |                                  |                               |                               |                               |                            |                               |                               |                                 |                                 |                          |                            |                                      |                                      |                                |                                |                              |                              |                             |                             |                       |                             |                                  |                                  |                                 |                               |                                   |                                   |                                |                             |                             |                               |                               |                              |                                   |                                   |                             |                         |
|                         |                         |                 |                                 |                                 |                           |                              |                                  |                                  |                               | Ímar *? †873                  |                               |                            |                               |                               |                                 |                                 |                          |                            |                                      |                                      |                                |                                |                              |                              |                             |                             |                       |                             |                                  |                                  |                                 |                               |                                   |                                   |                                |                             |                             |                               |                               |                              |                                   |                                   |                             |                         |
|                         |                         |                 |                                 |                                 |                           |                              |                                  |                                  |                               |                               |                               |                            |                               |                               |                                 |                                 |                          |                            |                                      |                                      |                                |                                |                              |                              |                             |                             |                       |                             |                                  |                                  |                                 |                               |                                   |                                   |                                |                             |                             |                               |                               |                              |                                   |                                   |                             |                         |
|                         |                         |                 |                                 |                                 |                           |                              |                                  |                                  |                               |                               |                               |                            |                               |                               |                                 |                                 |                          |                            |                                      |                                      |                                |                                |                              |                              |                             |                             |                       |                             |                                  |                                  |                                 |                               |                                   |                                   |                                |                             |                             |                               |                               |                              |                                   |                                   |                             |                         |
| Bárid mac Ímair *? †881 | Bárid mac Ímair *? †881 |                 |                                 |                                 |                           |                              | Sichfrith mac Ímair *? †888      | Sichfrith mac Ímair *? †888      |                               |                               |                               |                            |                               | Sitric mac Ímair *? †896      | Sitric mac Ímair *? †896        |                                 |                          |                            |                                      |                                      | ? mac/ingen Ímair              | ? mac/ingen Ímair              |                              |                              |                             |                             |                       |                             |                                  |                                  |                                 |                               |                                   |                                   |                                |                             |                             |                               |                               |                              |                                   |                                   |                             |                         |
|                         |                         |                 |                                 |                                 |                           |                              |                                  |                                  |                               |                               |                               |                            |                               |                               |                                 |                                 |                          |                            |                                      |                                      |                                |                                |                              |                              |                             |                             |                       |                             |                                  |                                  |                                 |                               |                                   |                                   |                                |                             |                             |                               |                               |                              |                                   |                                   |                             |                         |
|                         |                         |                 |                                 |                                 |                           |                              |                                  |                                  |                               |                               |                               |                            |                               |                               |                                 |                                 |                          |                            |                                      |                                      |                                |                                |                              |                              |                             |                             |                       |                             |                                  |                                  |                                 |                               |                                   |                                   |                                |                             |                             |                               |                               |                              |                                   |                                   |                             |                         |
| Uathmarán mac Bárid     | Uathmarán mac Bárid     | Amlaíb ua Ímair | Amlaíb ua Ímair                 | Ímar ua Ímair *? †904           | Ímar ua Ímair *? †904     | Ragnall ua Ímair *? †920/921 | Ragnall ua Ímair *? †920/921     |                                  |                               |                               |                               |                            |                               |                               |                                 |                                 | Sitric Cáech *? †927     | Sitric Cáech *? †927       |                                      |                                      |                                |                                |                              |                              |                             |                             |                       |                             |                                  |                                  |                                 |                               |                                   |                                   |                                | Gofraid ua Ímair *? †934    | Gofraid ua Ímair *? †934    |                               |                               |                              | ? ua Ímair                        | ? ua Ímair                        |                             |                         |
|                         |                         |                 |                                 |                                 |                           |                              |                                  |                                  |                               |                               |                               |                            |                               |                               |                                 |                                 |                          |                            |                                      |                                      |                                |                                |                              |                              |                             |                             |                       |                             |                                  |                                  |                                 |                               |                                   |                                   |                                |                             |                             |                               |                               |                              |                                   |                                   |                             |                         |
|                         |                         |                 |                                 |                                 |                           |                              |                                  |                                  |                               |                               |                               |                            |                               |                               |                                 |                                 |                          |                            |                                      |                                      |                                |                                |                              |                              |                             |                             |                       |                             |                                  |                                  |                                 |                               |                                   |                                   |                                |                             |                             |                               |                               |                              |                                   |                                   |                             |                         |
|                         |                         |                 |                                 |                                 | ? mac Ragnaill *? †942    | ? mac Ragnaill *? †942       | Ímar *? †950?                    | Ímar *? †950?                    |                               | Sichfrith mac Sitric *? †937  | Sichfrith mac Sitric *? †937  | Ausle mac Sitric *? †937   | Ausle mac Sitric *? †937      | Aralt mac Sitric *? †940      | Aralt mac Sitric *? †940        |                                 |                          |                            | Gofraid mac Sitriuc *? †951          | Gofraid mac Sitriuc *? †951          |                                |                                |                              |                              | Amlaíb Cuarán *926 †981     | Amlaíb Cuarán *926 †981     |                       |                             |                                  |                                  |                                 |                               | Alpdann mac Gofraid *? †927       | Alpdann mac Gofraid *? †927       | Amlaíb mac Gofraid *? †941     | Amlaíb mac Gofraid *? †941  | Ragnall mac Gofraid *? †943 | Ragnall mac Gofraid *? †943   | Blácaire mac Gofraid *? †948  | Blácaire mac Gofraid *? †948 | Ímar ua Ímair di Limerick *? †977 | Ímar ua Ímair di Limerick *? †977 |                             |                         |
|                         |                         |                 |                                 |                                 |                           |                              |                                  |                                  |                               |                               |                               |                            |                               |                               |                                 |                                 |                          |                            |                                      |                                      |                                |                                |                              |                              |                             |                             |                       |                             |                                  |                                  |                                 |                               |                                   |                                   |                                |                             |                             |                               |                               |                              |                                   |                                   |                             |                         |
|                         |                         |                 |                                 |                                 |                           |                              |                                  |                                  |                               |                               |                               |                            |                               |                               |                                 |                                 |                          |                            |                                      |                                      |                                |                                |                              |                              |                             |                             |                       |                             |                                  |                                  |                                 |                               |                                   |                                   |                                |                             |                             |                               |                               |                              |                                   |                                   |                             |                         |
|                         |                         |                 |                                 |                                 |                           |                              | prob. Ímar di Waterford *? †1000 | prob. Ímar di Waterford *? †1000 |                               |                               |                               |                            | ? Maccus mac Arailt *? †984/7 | ? Maccus mac Arailt *? †984/7 | ? Gofraid mac Arailt *? †989    | ? Gofraid mac Arailt *? †989    |                          | Ragnall mac Amlaíb *? †980 | Ragnall mac Amlaíb *? †980           | Glúniairn *? †989                    | Glúniairn *? †989              |                                | Aralt mac Amlaíb *? †999     | Aralt mac Amlaíb *? †999     | Dubgall mac Amlaíb *? †1014 | Dubgall mac Amlaíb *? †1014 | Ragnailt ingen Amlaíb | Ragnailt ingen Amlaíb       | Máel Muire ingen Amlaíb *? †1021 | Máel Muire ingen Amlaíb *? †1021 | Gytha ingen Amlaíb              | Gytha ingen Amlaíb            | Sigtrygg Barba di Seta *970 †1042 | Sigtrygg Barba di Seta *970 †1042 | Cammán mac Amlaíb *? †962      | Cammán mac Amlaíb *? †962   |                             |                               | Amlaíb mac Ímair *? †977      | Amlaíb mac Ímair *? †977     | Dubcenn mac Ímair *? †977         | Dubcenn mac Ímair *? †977         | Aralt mac Ímair *? †978     | Aralt mac Ímair *? †978 |
|                         |                         |                 |                                 |                                 |                           |                              |                                  |                                  |                               |                               |                               |                            |                               |                               |                                 |                                 |                          |                            |                                      |                                      |                                |                                |                              |                              |                             |                             |                       |                             |                                  |                                  |                                 |                               |                                   |                                   |                                |                             |                             |                               |                               |                              |                                   |                                   |                             |                         |
|                         |                         |                 |                                 |                                 |                           |                              |                                  |                                  |                               |                               |                               |                            |                               |                               |                                 |                                 |                          |                            |                                      |                                      |                                |                                |                              |                              |                             |                             |                       |                             |                                  |                                  |                                 |                               |                                   |                                   |                                |                             |                             |                               |                               |                              |                                   |                                   |                             |                         |
|                         |                         |                 | Gilla Pátraic mac Ímair *? †983 | Gilla Pátraic mac Ímair *? †983 | Ragnall mac Ímair *? †995 | Ragnall mac Ímair *? †995    | Donndubán mac Ímair *? †996      | Donndubán mac Ímair *? †996      | Ragnall mac Ímair II *? †1018 | Ragnall mac Ímair II *? †1018 | Sihtric mac Ímair *? †1022    | Sihtric mac Ímair *? †1022 | Ragnall mac Gofraid *? †1005  | Ragnall mac Gofraid *? †1005  | Lagmann mac Gofraid             | Lagmann mac Gofraid             | Máel Muire ingen Gofraid | Máel Muire ingen Gofraid   | Gilla Ciaráin mac Glúniairn *? †1014 | Gilla Ciaráin mac Glúniairn *? †1014 | Sitric? mac Glúniairn *? †1036 | Sitric? mac Glúniairn *? †1036 | Ímar mac Arailt *? †1054     | Ímar mac Arailt *? †1054     |                             |                             |                       | Artalach mac Sitric *? †999 | Artalach mac Sitric *? †999      | Amlaíb mac Sitric I/II *? †1013  | Amlaíb mac Sitric I/II *? †1013 | Glúniairn mac Sitric *? †1031 | Glúniairn mac Sitric *? †1031     | Amlaíb mac Sitriuc II *? †1034    | Amlaíb mac Sitriuc II *? †1034 | Gofraid mac Sitric *? †1036 | Gofraid mac Sitric *? †1036 | Cellach ingen Sitric *? †1042 | Cellach ingen Sitric *? †1042 | Osli mac Dubceinn *? †1012   | Osli mac Dubceinn *? †1012        | Amond mac Dubceinn *? †1014       | Amond mac Dubceinn *? †1014 |                         |
|                         |                         |                 |                                 |                                 |                           |                              |                                  |                                  |                               |                               |                               |                            |                               |                               |                                 |                                 |                          |                            |                                      |                                      |                                |                                |                              |                              |                             |                             |                       |                             |                                  |                                  |                                 |                               |                                   |                                   |                                |                             |                             |                               |                               |                              |                                   |                                   |                             |                         |
|                         |                         |                 |                                 |                                 |                           |                              |                                  |                                  |                               |                               |                               |                            |                               |                               |                                 |                                 |                          |                            |                                      |                                      |                                |                                |                              |                              |                             |                             |                       |                             |                                  |                                  |                                 |                               |                                   |                                   |                                |                             |                             |                               |                               |                              |                                   |                                   |                             |                         |
|                         |                         |                 |                                 |                                 |                           |                              |                                  | ? mac Ragnaill *? †1015          | ? mac Ragnaill *? †1015       | Ragnall mac Ragnaill *? †1035 | Ragnall mac Ragnaill *? †1035 |                            |                               |                               | Amlaíb mac Lagmann *? †1014     | Amlaíb mac Lagmann *? †1014     |                          |                            |                                      |                                      |                                |                                | prob. Godred Crovan *? †1095 | prob. Godred Crovan *? †1095 |                             |                             |                       |                             |                                  |                                  |                                 |                               |                                   | Ragnailt ingen Amlaíb *? †?       | Ragnailt ingen Amlaíb *? †?    |                             |                             |                               |                               |                              |                                   |                                   |                             |                         |
|                         |                         |                 |                                 |                                 |                           |                              |                                  |                                  |                               |                               |                               |                            |                               |                               |                                 |                                 |                          |                            |                                      |                                      |                                |                                |                              |                              |                             |                             |                       |                             |                                  |                                  |                                 |                               |                                   |                                   |                                |                             |                             |                               |                               |                              |                                   |                                   |                             |                         |
|                         |                         |                 |                                 |                                 |                           |                              |                                  |                                  |                               |                               |                               |                            |                               |                               |                                 |                                 |                          |                            |                                      |                                      |                                |                                |                              |                              |                             |                             |                       |                             |                                  |                                  |                                 |                               |                                   |                                   |                                |                             |                             |                               |                               |                              |                                   |                                   |                             |                         |
|                         |                         |                 |                                 |                                 |                           |                              |                                  |                                  |                               |                               |                               |                            |                               |                               | ? Donnchadh mac Amlaíb *? †1014 | ? Donnchadh mac Amlaíb *? †1014 |                          |                            |                                      |                                      |                                |                                |                              |                              |                             |                             |                       |                             |                                  |                                  |                                 |                               |                                   | Gruffydd ap Cynan *1055 †1137     | Gruffydd ap Cynan *1055 †1137  |                             |                             |                               |                               |                              |                                   |                                   |                             |                         |

## Discendenza

### Irlanda
Dagli Uí Ímair originarono un certo numero di schiatte nobiliari d'Irlanda, sia gaeliche sia norrene. Tuttavia, l'invasione normanna dell'Irlanda portò alla distruzione della stragrande maggioranza dell'originaria aristocrazia iberno-norrena e gaelica. La successiva riconquista Tudor dell'Irlanda completò quest'epurazione inglese dell'antica nobiltà irlandese.
Tuttavia, densi gruppi di prenomi fortemente associati alla dinastia norrena possono essere trovati in famiglie fittizie gaeliche, nelle grandi raccolte genealogiche di Dubhaltach Mac Fhirbhisigh e Cú Choigcríche Ó Cléirigh, e in varie altre fonti. La dinastia si concentrò a Dublino, Waterford e Limerick, nella parte meridionale dell'isola, mentre le famiglie gaeliche che in seguito usarono i nomi imaridi con grande frequenza si trovano principalmente nell'Irlanda settentrionale: Connachta, Uí Maine e Uí Néill settentrionali. Nessuna di queste dinastie settentrionali ha una storia documentata di volontaria associazione con gli Uí Ímair; nel caso delle prime due manca una qualsiasi associazione nota. Tra le dinastie irlandesi, gli Uí Ímair contrassero matrimoni solo con gli Osraighe (i FitzPatrick), Laigin, la dinastia O'Brien, gli Uí Néill Clann Cholmáin e Síl nÁedo Sláine del sud e i già citati O'Donovans. In ogni caso, l'unica fonte a lungo sopravvissuta che avrebbe potuto contenere alberi genealogici degli Uí Ímair era una sezione del Grande libro di Lecan incentrata specificamente sulle linee di sangue e le azioni delle famiglie norrene d'Irlanda, ancora documentata nel XVII secolo, come riportato dallo storico irlandese seicentesco Mac Fhirbhisigh, ma successivamente scomparsa.

### Isola di Man e Regno delle Isole
Attraverso Godred Crovan, gli Uí Ímair si legano ai sovrani che, sebbene vassalli dei re di Norvegia, continuarono a governare l'isola di Man fino agli anni 1260, l'ultimo dei quali fu Magnús Óláfsson (fino al 1265) o, brevemente, suo figlio Guðrøðr (1275).
Sebbene la loro discendenza da Godred Crovan sia attraverso la linea femminile, Alex Woolf crede che il Clann Somhairle (i.e. attuali Clan Donald e Clan MacDougall) e i Signori delle Isole possano essere considerati un ramo cadetto degli Imaridi che proprio alla schiatta norrene dovette la legittimità delle sue rivendicazioni sulle isole. Il loro fondatore Somerled sposò Ragnhild, figlia di Olafr Godredsson, re di Mann e delle Isole e figlio di Godred Crovan. Questo ovviamente presuppone che i Crovan appartenessero agli Uí Ímair. Sir Iain Moncreiffe tentò di ricostruire una discendenza in linea maschile da Echmarcach mac Ragnaill a Somerled ma Peter Kurrild-Klitgaard ha dimostrato che la linea proposta è problematica sotto diversi aspetti.

### Esplicative
1. ↑  Gall/Gaill era l'etimo di lingua irlandese per indicare gli stranieri e, più propriamente, i Vichinghi.

### Bibliografiche
1. 1 2  Ó Corráin 1998.
2. 1 2  Annali dell'Ulster, 73.
3. 1 2  Hjardar e Vike 2016, pp. 224-226.
4. ↑  Woolf 2007, p. 71.
5. 1 2  Ó Corráin 1998, pp. 14-21.
6. 1 2 3 4  Jones 1978, p. 218.
7. 1 2  Valante 2008.
8. ↑  Woolf 2002, pp. 95-96.
9. ↑  Woolf 2007, p. 47.
10. ↑  Ó Corráin 2010, p. 9.
11. ↑  Jones 1978, pp. 215-216.
12. ↑  (EN) Stella Tolman, Lillian Waldo e Clarence Carroll, Around the World, Book Five, Silver, Burdett & Company, 1910,  p. 20.
13. ↑  Annali dell'Ulster, 837.3-9.
14. ↑  Jones 1978, pp. 216-217.
15. ↑  Downham 2007, pp. 240 e 253.
16. ↑  Annali dell'Ulster, 53.
17. ↑  Ó Corráin 1998, pp. 22-24.
18. ↑  Annali dell'Ulster, 57.
19. ↑  Ó Corráin 1998, p. 7.
20. 1 2  Annali dell'Ulster, 863.
21. ↑  Downham 2007, p. 20.
22. ↑  Downham 2007, p. 21.
23. ↑  Downham 2007, pp. 21-22.
24. ↑  Annali dell'Ulster, 870.
25. ↑  Woolf 2007, pp. 109-110.
26. ↑  Cogad Gáedel re Gallaib, § 25.
27. ↑  Downham 2007, p. 24.
28. ↑  Annali dell'Ulster, 875.
29. ↑  Annali dell'Ulster, 881; Annali dei quattro maestri, 881; Cronaca degli Scoti, 881.
30. ↑  Annali dell'Ulster, 888; Cronaca degli Scoti, 888.
31. ↑  Annali dell'Ulster, 893.
32. ↑  Annali dell'Ulster, 896; Annali dei quattro maestri, 896
33. ↑  Annali dell'Ulster, 902.
34. ↑  Jones 1978, p. 219.
35. ↑  Downham 2007.
36. ↑  Annali dell'Ulster, 904; Cronaca dei re di Alba, 904.
37. ↑  Woolf 2007, pp. 141 e 144.
38. ↑  Annali dell'Ulster, 919.
39. ↑  Annali dell'Ulster, 921.
40. ↑  Annali dell'Ulster, 924; Annali di Inisfallen, 924.
41. 1 2  (EN) E.M.C. Barraclough, Flags of the World, William Cloves & Sons Ltd, 1971,  pp. 3–4, ISBN 0723213380.
42. ↑  Hudson 2005, p. 111.
43. ↑  Valante 2008, p. 178.
44. ↑  Downham 2007, pp. 56-57.
45. ↑  Annali dell'Ulster, 999.
46. ↑  (EN) Darren McGettigan, The Battle of Clontarf : Good Friday 1014, Dublino, Four Courts Press, 2013, ISBN 9781846823848.
47. 1 2 3  Forte, Oram e Pedersen 2005, pp. 227-228.
48. ↑  Hudson 2005, p. 129.
49. 1 2  Downham 2013b, p. 147; Woolf 2007, p. 246; Hudson 2005, p. 129; Duffy 1992, pp. 96-97.
50. ↑  Downham 2013a, p. 164; Duffy 1992, pp. 94, 96–97.
51. ↑  Ó Cróinín 1995.
52. ↑   Seán Duffy, Godred Crovan (d. 1095), su Oxford Dictionary of National Biography, Oxford University Press, 2004, DOI:10.1093/ref:odnb/50613. URL consultato il 5 luglio 2011.
53. ↑  (EN) Arthur Jones, The history of Gruffydd ap Cynan, Manchester University Press, 1910.
54. ↑  (EN) Alexander Bugge (a cura di), On the Fomorians and the Norsemen, Christiania, J. Chr. Gundersens Bogtrykkeri, 1905.
55. ↑  Duffy 1992, p. 106.
56. ↑  (EN) Alex Woolf, The origins and ancestry of Somerled: Gofraid mac Fergusa and 'The Annals of the Four Masters' (PDF), in Medieval Scandinavia, vol. 15, 2005.
57. ↑  (EN) Iain Moncreiffe, The Highland Clans: the dynastic origins, chiefs and background of the Clans connected with Highland history and of some other families, ed. riv., Clarkson N. Potter, 1982,  p. 56.
58. ↑  (EN) Peter Kurrild-Klitgaard, Second thoughts on Moncreiffe's theory of the origin of the 'Galley of the Isles, Double Tressure, 2022.

### Fonti
- (GA) Ruaidhrí Ó Luinín [et al.], Annali dell'Ulster. ed. (EN) B Mac Carthy (a cura di), Annala Uladh: Annals of Ulster otherwise Annala Senait, Annals of Senat: a chronicle of Irish affairs from A.D. 431 to A.D. 1540, 4 v., Dublino, 1895.
- (GA) Mícheál Ó Cléirigh [et al.], Annali dei quattro maestri. ed. (EN) O'Donovan, John (a cura di), Annala Rioghachta Eireann: Annals of the Kingdom of Ireland, by the Four Masters, from the earliest period to the year 1616, 7 v., Royal Irish Academy, 1856.
- (GA) Annali di Inisfallen. ed. (EN) Seán Mac Airt (a cura di), The Annals of Inisfallen: MSS Rawlinson B503, Dublino, Hodges, Figgs & Co, 1951.
- (GA) Annali frammentari d'Irlanda. ed. (EN) O'Donovan, John (a cura di), Annals of Ireland: three fragments, Dublino, Dublin University Press, 1860.
- (GA) Cogad Gáedel re Gallaib [Lotta degli Irlandesi contro i Forestieri], XII secolo. ed. (EN) JH Todd (a cura di), Cogadh Gaedhel Re Gallaibh : The War of the Gaedhil with The Gaill, Londra, Longmans, 1867.
- Cronaca degli Scoti
- Ragnars saga Loðbrókar, saga di Ragnarr, continuazione della Saga dei Völsungar, anonimo del XIII secolo.
- Ragnarssona þáttr, saga dei figli Ragnarr, anonimo del XIII secolo.

### Studi
- (EN) Claire Downham, The Vikings in Southern Uí Néill until 1014, in Peritia, vol. 17-18, 2003,  pp. 233-255, DOI:10.1484/J.Peri.3.535.
- (EN) Claire Downham, Eric Bloodaxe - axed? The Mystery of the Last Viking King of York, in Mediaeval Scandinavia, vol. 1,  pp. 51-77.
- (EN) Claire Downham, England and the Irish-Sea Zone in the Eleventh Century, in J Gillingham (a cura di), Anglo-Norman Studies, vol. 26, Woodbridge, The Boydell Press, 2004,  pp. 55-73, ISBN 1-84383-072-8, ISSN 0954-9927 (WC · ACNP).
- (EN) Claire Downham, Viking Kings of Britain and Ireland: The Dynasty of Ívarr to A.D. 1014, Edinburgh, Dunedin Academic Press, 2007, ISBN 978-1-903765-89-0.
- (EN) Claire Downham, Living on the Edge: Scandinavian Dublin in the Twelfth Century, in No Horns on Their Helmets? Essays on the Insular Viking-age, Celtic, Anglo-Saxon, and Scandinavian Studies, Aberdeen, Centre for Anglo-Saxon Studies and The Centre for Celtic Studies, University of Aberdeen, 2013,  pp. 157-178, ISBN 978-0-9557720-1-6, ISSN 2051-6509 (WC · ACNP).
- (EN) Claire Downham, The Historical Importance of Viking-Age Waterford, in No Horns on Their Helmets? Essays on the Insular Viking-age, Celtic, Anglo-Saxon, and Scandinavian Studies, Aberdeen, Centre for Anglo-Saxon Studies and The Centre for Celtic Studies, University of Aberdeen, 2013,  pp. 129-155, ISBN 978-0-9557720-1-6, ISSN 2051-6509 (WC · ACNP).
- (EN) Claire Downham, Clontarf in the Wider World, in History Ireland, vol. 22, n. 2, 2014,  pp. 22-26, ISSN 0791-8224 (WC · ACNP), JSTOR 23631079.
- (EN) Claire Downham, Scottish Affairs and the Political Context of Cogadh Gaedhel re Gallaibh, in Traversing the Inner Seas: Contacts and Continuity Around Western Scotland, the Hebrides and Northern Ireland, Edinburgh, Scottish Society for Northern Studies, 2017,  pp. 86-106.
- (EN) Claire Downham, Medieval Ireland, Cambridge, Cambridge University Press, 2018, DOI:10.1017/9781139381598, ISBN 978-1-107-03131-9, LCCN 2017034607.
- (EN) Seán Duffy, Irishmen and Islesmen in the Kingdom of Dublin and Man 1052–1171, in Ériu, n. 43, 1992,  pp. 93-133.
- (EN) A Forte, R Oram e F Pedersen, Viking Empires, Cambridge University Press, 2005, ISBN 0-521-82992-5.
- (EN) Helle K (a cura di), The Cambridge History of Scandinavia. Volume 1: Prehistory to 1520, Cambridge University Press, 2003, ISBN 0-521-47299-7.
- (EN) K Hjardar e V Vike, Vikings at War, Casemate Publishers, 2016, ISBN 9781612004037.
- (EN) K Holman, The Northern Conquest : Vikings in Britain and Ireland, Oxford, Signal, 2007.
- (EN) BT Hudson, Viking Pirates and Christian Princes: Dynasty, Religion, and Empire in the North Atlantic, Oxford, 2005.
- Gwyn Jones, I vichinghi, traduzione di Celso Balducci, 2. ed, Newton Compton Editori, 1978  [1973], ISBN 9780192158826.
- (EN) Donnchadh Ó Corráin, High-Kings, Vikings and Other Kings, in Irish Historical Studies, vol. 22, n. 83, 1979,  pp. 283-323.
- (EN) Donnchadh Ó Corráin, Ireland, Wales, Man and the Hebrides, a cura di P Sawyer, Oxford University Press, 1997, ISBN 0-19-285434-8.
- (EN) Donnchadh Ó Corráin, The Vikings in Scotland and Ireland in the Ninth Century (PDF), in Peritia, vol. 12, 1998,  pp. 296-339.
- (EN) Donnchadh Ó Corráin, Vikings & Ireland (PDF), 2010. URL consultato il 19 marzo 2010.
- (EN) D Ó Cróinín, Early Medieval Ireland 400–1200, Londra, Longman, 1995, ISBN 0-582-01565-0.
- (EN) JV Sigurðsson e Timothy Bolton (a cura di), Celtic-Norse Relationships in the Irish Sea in the Middle Ages 800-1200, Brill, 2013, ISBN 978-90-04-25512-8.
- (EN) Alfred P. Smyth, The Black Foreigners of York and the White Foreigners of Dublin (PDF), in Saga-Book of the Viking Society, vol. 19, 1974–1977,  pp. 101-117.
- (EN) MA Valante, The Vikings in Ireland: Settlement, Trade, and Urbanization, Four Courts, 2008.
- (EN) A Woolf, Age of Sea-Kings: 900-1300, in O Donald (a cura di), The Argyll Book, Edimburgo, Birlinn, 2002,  pp. 94-109.
- (EN) A Woolf, From Pictland to Alba, 789–1070, in The New Edinburgh History of Scotland, Edinburgh University Press, 2007, ISBN 978-0-7486-1234-5.